# Синяя линия (Миннеаполис)
Синяя линия (до мая 2013 года Линия «Гайавата») — линия легкорельсового транспорта в округе Хеннепин штата Миннесота, соединяющая центральную часть Миннеаполиса с его южным пригородом Блумингтон. Название получила в честь Гайавата-авеню, вдоль которой проложена большая часть путей линии. Основными станциями на линии являются гипермаркет «Mall of America», Международный аэропорт Миннеаполис/Сент-Пол, Метродоум и бейсбольный стадион «Target Field» в центре Миннеаполиса. Длина линии — 19,8 километра (12,3 мили). Была открыта 26 июня 2004 года.
Линия является частью системы Metro. В 2008 году, отмеченном необычно высокими ценами на горючее, линия перевезла 10,2 миллиона пассажиров.
В июле 2011 года было принято решение переименовать линию «Гайавата» в Синюю линию с целью унификации системы общественного транспорта, включающей также линию легкорельсового транспорта между Миннеаполисом и Сент-Полом (Зелёная линия) и две скоростных автобусных линии (Оранжевая и Красная).

## Работа линии

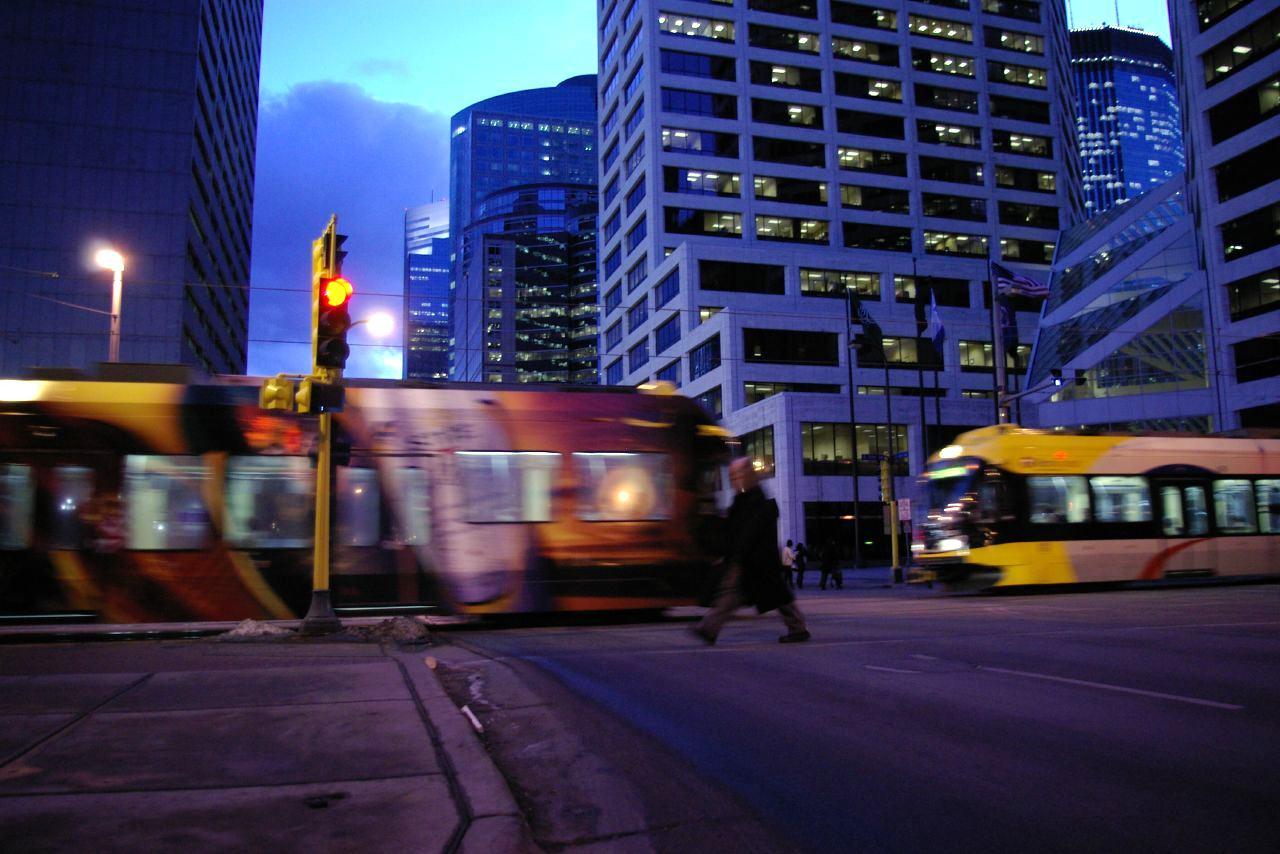

Время поездки между станциями в среднем 2 минуты. Обычно поезда ходят каждые 10 минут, но в часы пик интервал сокращается до 7,5 минут, а в позднее время поезда ходят раз в полчаса. Ночью линия прерывает работу на 4 часа, за исключением перегона между двумя терминалами аэропорта (см. ниже). Пассажиры линии обычно платят столько же, сколько они заплатили бы за проезд в автобусе, и они могут использовать автобусные билеты для оплаты проезда на линии без дополнительной платы. Также для этих целей с сентября 2006 года используются смарт-карты.
Тарифы на линии отличаются гибкостью. По состоянию на 2009 год, базовый тариф на линии $1.75, в час пик — $2.25. Предусмотрены скидки для пенсионеров и студентов, проезд обойдётся им от $0.50 до $0.75. Кроме того, в выделенной тарифной зоне делового центра Миннеаполиса плата за проезд составляет $0.50 для всех, а проезд между терминалами аэропорта бесплатен. Продажа билетов осуществляется на станциях, как правило, через автоматические кассы. Они имеют инструкции на четырёх языках: английский, испанский, сомалийский и хмонгский.
Для унификации трамвайного маршрута с имеющимися автобусными ему был присвоен номер 55. В особо напряженные периоды и когда железнодорожное полотно линии по каким-либо причинам не работает, вдоль линии запускается автобусный маршрут с этим номером.
Значительные усилия были направлены на художественное оформление станций. Каждая из 19 станций создана в уникальном архитектурном стиле, отражающем стилистику прилегающих к ней районов. Через несколько месяцев после запуска линии на станциях были установлены небольшие аудио- и видеопроигрывающие устройства, для развлечения и подачи тем для дискуссий среди пассажиров, ждущих поезда.

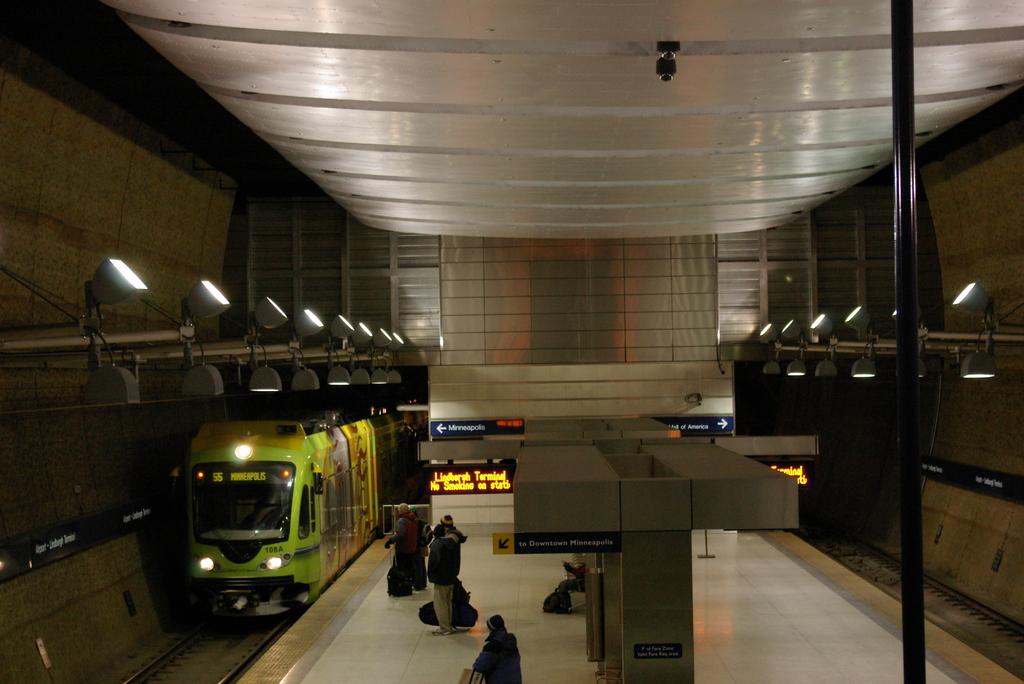
Станция Airport — Terminal 1-Lindbergh

Международный аэропорт Миннеаполис/Сент-Пол обслуживается двумя работающими круглосуточно станциями — по одной у каждого терминала аэропорта. Станция при терминале «Линдберг» является подземной. Это единственная подземная станция на линии, её глубина — 21,3 метра. Проезд между двумя этими станциями бесплатен. Раньше между двумя терминалами ходили автобусы, но трамвай вытеснил эту услугу.
Длина туннеля под аэропортом составляет 2,7 км. Туннель является сдвоенным (по одному для каждого направления). Некоторые его участки были построены с помощью метростроевской техники (проходческих щитов). Туннели оборудованы усиленными системами безопасности и имеют усиленные конструкции, направленные на повышение устойчивости против возможных террористических актов. Кроме того, севернее станции «50-стрит» имеется короткий туннель, параллельный Гайавата-авеню.

## Вагоны

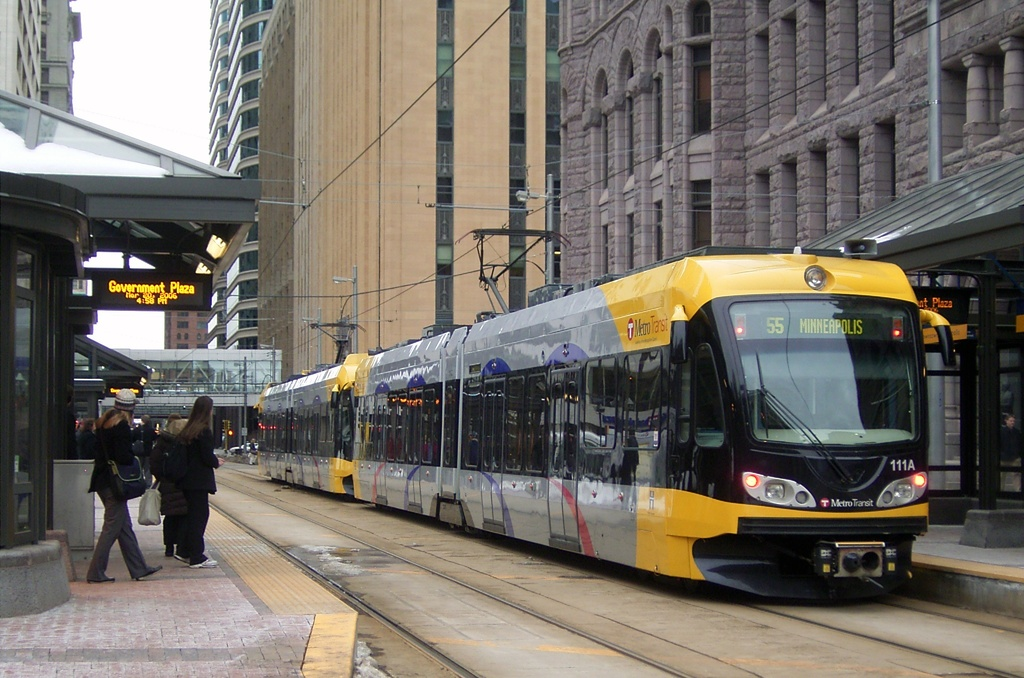

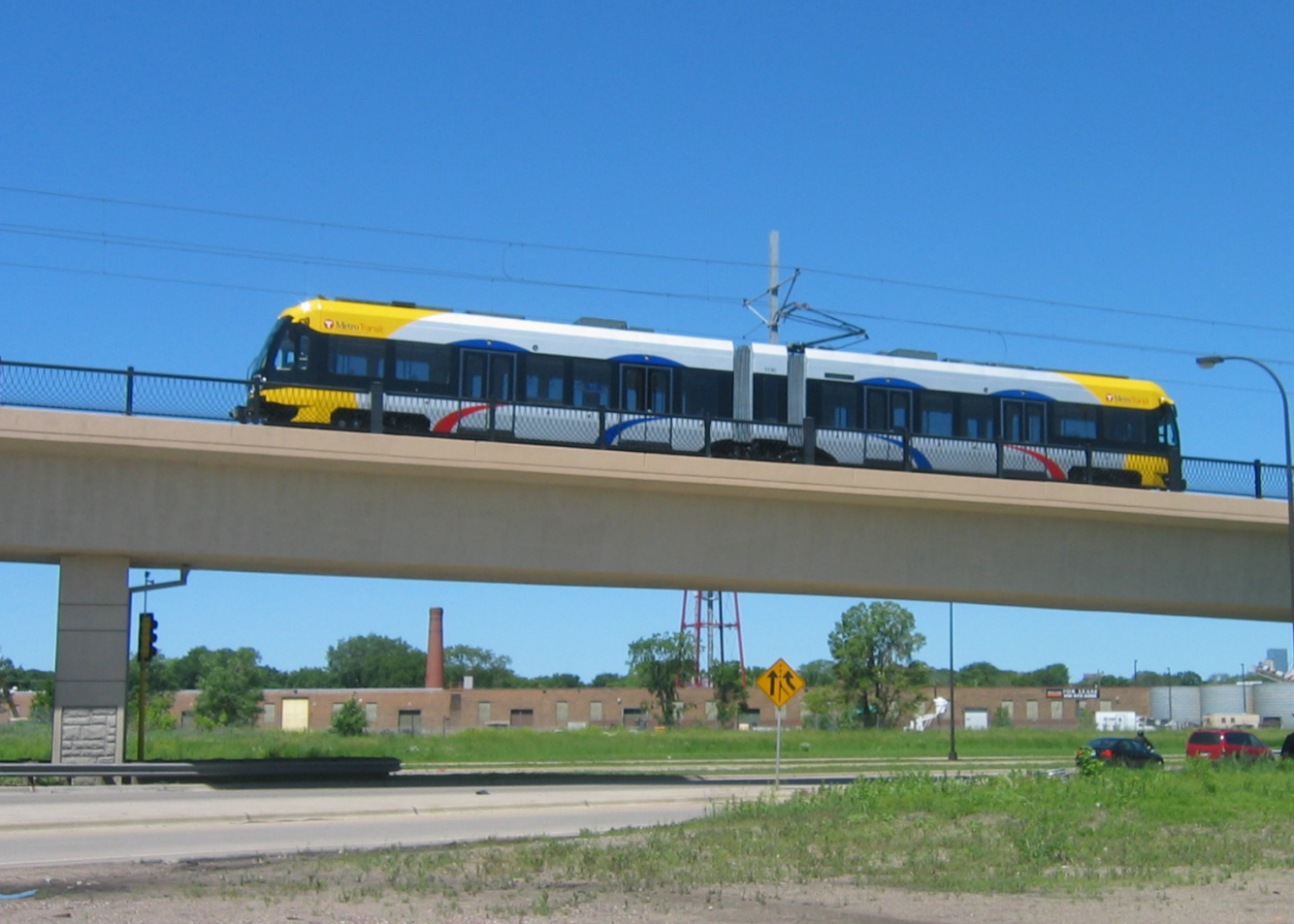

На линии используется 27 трамвайных вагонов типа Flexity Swift, изготовленных компанией Bombardier. Для передачи энергии используется контактная сеть постоянного тока напряжением 750 вольт. Поезда могут разгоняться до 88,5 км/ч, но «основная скорость обслуживания» составляет около 65 км/ч или меньше (особенно в стесненных условиях городского центра). Трамваи на 70 % низкопольные, то есть 70 % пола внутри вагона находится на высоте 365 мм от земли. Это такая же высота, как и у станционных платформ, что позволяет обеспечивать в вагоны доступ пассажирам, зависящим от кресел-каталок или других средств передвижения, а также пассажирам с велосипедами и детскими колясками. Каждый вагон весит 48 тонн. В Миннеаполисе такие вагоны были применены впервые в США. Вместимость вагонов — 66 сидячих и 120 стоящих пассажиров.
Первые 24 вагона были закуплены с 2003 по 2005 год, на момент открытия на линии работало 14 вагонов. Ещё три дополнительных вагона были закуплены зимой 2006—2007 годов: один на сэкономленные при строительстве линии средства и два на деньги, выделенные округом.
В 2012 году были дополнительно закуплены вагоны Siemens Avanto, в США известные как S70. Они были распределены между двумя линиями легкорельсового транспорта Миннеаполиса: 47 для Зелёной линии и 12 для Синей.
Данные вагоны несколько легче, в них улучшены системы отопления и звукоизоляции для большего комфорта пассажиров. Также они оснащены светодиодным, а не люминесцентным освещением салона, и камерами заднего обзора вместо зеркал заднего вида. Типы вагонов являются частично-совместимыми: они используют одну колею и один тип вагона может буксировать неисправный вагон другого типа, но поезда, ввиду несовместимости электроники, могут составляться только из однотипных вагонов.
Поезда состоят из двух-трёх вагонов.
Каждый вагон оборудован несколькими видеокамерами снаружи и изнутри, в целях контроля пассажиропотока, охраны и безопасности. Также камеры установлены на станциях. Видео с камер и положение каждого поезда на линии контролируется в диспетчерском пункте, расположенном между станциями «Сидар-риверсайд» и «Франклин Авеню».

## История

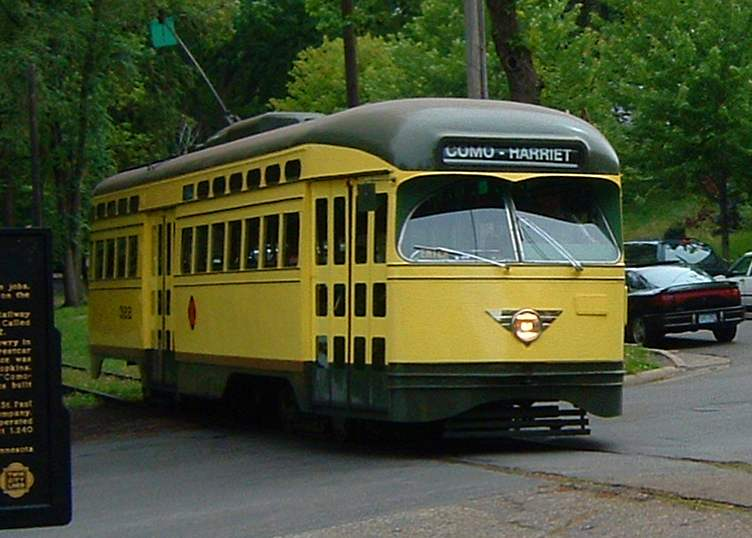
Старый трамвай в Миннеаполисе

Конка существовала в Миннеаполисе с 1875 года, с конца 1880-х производился перевод на электрическую тягу. В 1921 году город имел развитую трамвайную сеть общей протяженностью 870 километров и парк в 1021 вагон.
В тридцатых годах XX века в США развернулось массовое строительство автомобильных дорог, а у общественного транспорта появился конкурент — массовый автомобиль. Из-за этого трамвай в Миннеаполисе стал нести убытки и в конечном итоге был закрыт. Практически все пути были разобраны в 1950-х годах. Немногочисленные оставшиеся пути в районе озёр Харриет и Калхаун и несколько оставшихся на ходу вагонов в настоящее время используются в развлекательных целях.
Со временем, однако, дорожная сеть перестала справляться с возросшим количеством автомашин. Доклад Транспортного Института Техаса от 2003 года констатировал, что Миннеаполис являлся семнадцатым городом США по уровню загруженности пробками и вторым по темпам роста этого уровня. Это способствовало возрождению интереса к общественному транспорту. В 1985 департамент транспорта Миннесоты проанализировал экологические последствия и пришёл к выводу, что оптимальным вариантом будет прокладка линии легкорельсового транспорта.
Закладка линии состоялась 17 января 2001 года. Регулярные перевозки на первой очереди линии начались 26 июня 2004 года, на второй — 4 декабря 2004 года. Открытие каждой очереди сопровождалось двумя днями бесплатного проезда на поезде и близлежащих автобусах. Перед открытием линия тестировалась несколько месяцев. Линия открылась ровно через 50 лет и одну неделю после последнего рейса трамвая в городе.